# Septembre 1920
L’État du Grand Liban est proclamé le 1er septembre par le général Henri Gouraud, représentant l'autorité française  sur la Syrie mandataire. Le même jour sont créés le territoire des Alaouites , l'État d'Alep et l'État de Damas.
La guerre turco-arménienne débute avec l'attaque turque le 22 septembre vers Olti et Sarikamich suivie de la mobilisation générale en Arménie..

## Événements
- 2 septembre : prise de Boukhara par l'armée rouge.

- 8 septembre : adoption par le Parti du Congrès, en Inde britannique, du programme de lutte non violente du Mahatma Gandhi.

- 15 - 25 septembre : bataille du Niemen.
- 16 septembre : attentat de Wall Street.

- 20 septembre, France : démission du président de la République Paul Deschanel pour troubles mentaux.

- 22 septembre - 2 décembre : guerre turco-arménienne. Les Turcs attaquent l’Arménie le 22 septembre et marchent sur Olti et Sarikamich. L’Arménie décrète la mobilisation générale et porte son armée à 35 000 hommes. Ils résistent pendant près d’un mois.

- 23 septembre, France : Alexandre Millerand est élu président de la République, succédant ainsi à Paul Deschanel (fin en 1924).

- 25 septembre, France : Georges Leygues président du Conseil.

- 28 septembre : le pilote français Joseph Sadi-Lecointe remporte la « Coupe Gordon Bennett » en parcourant 100 km à la moyenne horaire de 271,547 km/h.

- 29 septembre, France : première vente d’appareils de radiodiffusion en France.

## Naissances
- 1er septembre :
  - Rayson Huang, chimiste, spécialiste des radicaux et universitaire chinois († 8 avril 2015).
  - Robert Lavergne, peintre post-impressionniste et graphologue français († 12 janvier 2013).
- 2 septembre : Romaldo Giurgola, architecte, professeur d'université, écrivain italo-américano-australien († 16 mai 2016).
- 3 septembre : 
  - Gilbert Finn, lieutenant-gouverneur canadien du Nouveau-Brunswick († 7 janvier 2015).
  - Chabuca Granda (de son vrai nom Maria Isabel Granda Larco), chanteuse péruvienne († 8 mars 1983).
  - Marguerite Higgins, journaliste, correspondante de guerre américain, première femme à avoir obtenu le prix Pulitzer en 1951 († 3 janvier 1966).
- 5 septembre : Henri Silvy, compagnon de la Libération († 6 juin 1944).
- 6 septembre : Helen Hunley (en), lieutenant-gouverneur de l'Alberta († 22 octobre 2010).
- 7 septembre : Vladimir Peška, intellectuel tchécoslovaque († 9 octobre 2002).
- 10 septembre : Calyampudi Radhakrishna Rao, statisticien indien († 22 août 2023).
- 11 septembre : Jean Blanc, homme politique français, sénateur de Savoie († 29 septembre 2004).
- 14 septembre :
  - Mario Benedetti, auteur uruguayen († 17 mai 2009).
  - Georges-Henri Dumont, historien et écrivain belge († 6 avril 2013).
  - Lawrence Klein, économiste américain († 20 octobre 2013).
  - Turan Seyfioğlu, acteur turc († 18 août 1961).
  - Fuad Stephens, homme politique malaisien († 6 juin 1976).
- 15 septembre : Norodom Kanthoul, premier ministre cambodgien († 1976).
- 19 septembre : Roger Angell, essayiste américain, connu pour ses écrits sur le sport († 20 mai 2022).
- 21 septembre : Robert Wangermée, musicologue et administrateur belge († 22 juillet 2019).
- 23 septembre : Mickey Rooney, acteur américain († 6 avril 2014).
- 26 septembre : Roger Guindon, prêtre québécois († 17 novembre 2012).
- 27 septembre : William Conrad, acteur, réalisateur, producteur et compositeur américain († 11 février 1994).
- 28 septembre : Joe Maca, footballeur belge naturalisé américain († 13 juillet 1982).
- 29 septembre :
  - Peter Arne, acteur britannique († 1er août 1983).
  - Ernest Krings, magistrat belge († 1er juillet 2017).
- 30 septembre :
  - Camille Claus, peintre et graveur français († 2 juillet 2005).
  - Jacques Daniel, peintre, graphiste, illustrateur et directeur artistique français († 14 juin 2011).
  - Henri Labit, officier, résistant, compagnon de la Libération († 3 mai 1942).

## Décès
- 1er septembre : 
  - John Sebastian Helmcken, médecin.
  - Suzanne Grandais, actrice française (° 14 juin 1893).
- 5 septembre : Agnes Bernard, femme de John Alexander Macdonald.
- 6 septembre : Paul-Jean Toulet, écrivain français (° 5 juin 1867).
- 7 septembre : Simon-Napoléon Parent, premier ministre du Québec (º 12 septembre 1855).
- 12 septembre : Ernst Leitz, entrepreneur allemand, propriétaire de l'Optical Works Ernst Leitz devenue Leica (° 26 avril 1843).
- 18 septembre : Robert Beaven, premier ministre de la Colombie-Britannique.
- 30 septembre : William Wilfred Sullivan, premier ministre de l'Île-du-Prince-Édouard.